# ブラウンシュヴァイク＝リューネブルク選帝侯領

ブラウンシュヴァイク＝リューネブルク選帝侯領
ハノーファー選帝侯領
Kurfürstentum Braunschweig-Lüneburg (ドイツ語)
Kurfürstentum Hannover (ドイツ語)

ブラウンシュヴァイク＝リューネブルク選帝侯領の位置（1789年）

ブラウンシュヴァイク＝リューネブルク選帝侯領（ブラウンシュヴァイク＝リューネブルクせんていこうりょう、ドイツ語: Kurfürstentum Braunschweig-Lüneburg）、またはハノーファー選帝侯領（ハノーファーせんていこうりょう、ドイツ語: Kurfürstentum HannoverまたはKurhannover）は、神聖ローマ帝国の9番目の選帝侯が領する領邦である。1692年にブラウンシュヴァイク=カレンベルク侯領を母体として成立し、1708年に帝国議会によって正式に承認された。
選帝侯家はヴェルフ家の後裔のブラウンシュヴァイク＝リューネブルク家の一支流であるハノーファー家である。ブラウンシュヴァイク＝リューネブルク公領は相続によって分割と集合をくりかえしていた。カレンベルク侯は相続によってヴォルフェンビュッテル侯領を除くブラウンシュヴァイク＝リューネブルク諸侯領を統合した。後にカレンベルク侯家はグレートブリテン王位を相続し、それ以降ハノーファー家と呼ばれる。なお、ヴォルフェンビュッテル侯領は1815年以降はブラウンシュヴァイク公国を称し、ドイツ革命まで存続した。
選帝侯が1714年にグレートブリテン王に即位したことにより、ハノーファー選帝侯領とイギリスは同君連合となった。その結果、イギリスは望まなかったにもかかわらず、ドイツにおける領土と関わりを持つこととなった。しかし、同君連合であるが、ハノーファーはイギリスから独立した政府を有していた。1807年にはナポレオン・ボナパルトによって成立したヴェストファーレン王国に併合されたが、1814年にハノーファー王国として再び成立した。

## 正式名称
1692年、神聖ローマ皇帝レオポルト1世は大同盟戦争の戦功により、ブラウンシュヴァイク＝リューネブルク家のカレンベルク侯エルンスト・アウグストを選帝侯の地位を与えた。選帝侯の追加には反対もあり、選帝侯の地位が帝国議会によって正式に承認されるのはエルンスト・アウグスト死後の1708年だった。カレンベルク侯領の首都ハノーファーは選帝侯領の別称となったが、正式にはKurfürstentum Braunschweig-Lüneburg（ブラウンシュヴァイク＝リューネブルク選帝侯領）の名称を使用した。

## 地理

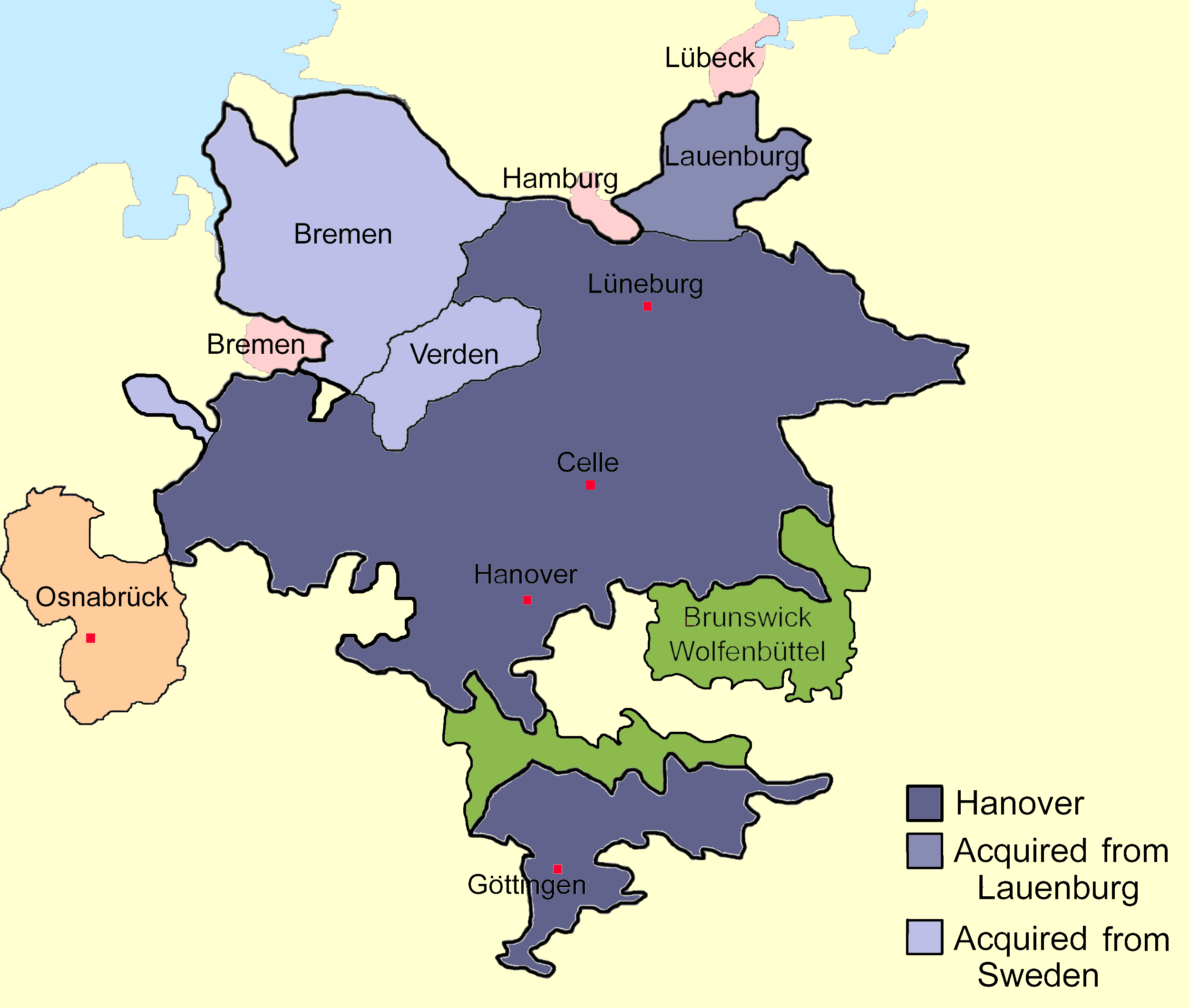
1720年時点のブラウンシュヴァイク＝リューネブルク公国（青）とブラウンシュヴァイク＝ヴォルフェンビュッテル侯領（緑）の地図。選帝侯ゲオルク・ルートヴィヒはザクセン＝ラウエンブルクとブレーメン＝フェルデンを、ゲオルク・アウグストは1731年にラント・ハーデルン（エルベ川河口）を、ゲオルク3世は1803年にオスナブリュック司教領を獲得した。

選帝侯領は現北ドイツのニーダーザクセン州の大部分を占めていた。1692年に選帝侯となった時点では、ブラウンシュヴァイク＝リューネブルク諸侯領のうちカレンベルク侯領をはじめゲッティンゲン侯領、グルベンハーゲン侯領を領土とした他、ディープホルツ伯領とホーヤ伯領も選帝侯領に含まれた。
1705年、伯父であり、舅でもあったリューネブルク公ゲオルク・ヴィルヘルムが死去したことにより、選帝侯ゲオルク・ルートヴィヒはリューネブルク侯領(ツェレ)とザクセン＝ラウエンブルク公国を相続した。1715年にはデンマーク＝ノルウェー王フレデリク4世からブレーメン＝フェルデン公国を購入（1719年のストックホルム条約で確認される）、これにより内陸国であった選帝侯領が北海への出口を得た。
1700年、選帝侯領には（帝国直属のプロテスタント領と同じように）改良暦が導入された。改良暦はプロテスタント側がローマ教皇グレゴリウス13世の名前を避けるための呼び名であった。導入の結果、ユリウス暦2月18日の後をグレゴリオ暦3月1日が続いた。

## 歴史

### グレートブリテン王国との関係
1714年、ゲオルク・ルートヴィヒがグレートブリテン王に即位したため、選帝侯領とグレートブリテン王国が同君連合を組んだ。1719年に元スウェーデン領のブレーメンとフェルデンを実質的に購入したことにより、選帝侯のドイツにおける領土も拡大した。
ゲオルク・ルートヴィヒは1727年に死去、息子のゲオルク・アウグストが後を継いだ。1728年、皇帝カール6世はゲオルク・アウグストにザクセン＝ラウエンブルクを正式に与える代わりに、封建制での義務を課した。
ゲオルク・アウグストは1731年にはハーデルンも獲得した。ハーデルンはザクセン＝ラウエンブルクの飛地であり（1689年以降は帝国により保管されていた）、ゲオルク・アウグストはハーデルンを隣のブレーメン＝フェルデンに併合した。しかしカール6世の許可を得ることは難航し、ブレーメン公国とフェルデン侯国のゲオルク2世への割譲の承認は1733年までずれ込んだ。ゲオルク・アウグストは1728年と1733年の承認で400年間の伝統である等族の維持を誓った。
カール6世死後のオーストリアの継承問題では、フランスの勢力の伸長を危惧しゲオルク・アウグストはマリア・テレジアを支持した。同時にフランスからの選帝侯領の防衛のためにヘッセンやデンマークからの傭兵をハノーファーに駐留させている。しかし、オーストリア継承戦争開戦後は隣国プロイセンを刺激するのを恐れ、マリア・テレジアにシュレージェンを諦めフリードリヒ2世との和平を結ぶことを奨め、1742年の皇帝選挙ではバイエルン公カール・アルブレヒトに投票した。1743年にはゲオルク・アウグストは自らハノーファー・イギリス・オーストリア・オランダ・ヘッセンの連合軍を率いてデッティンゲンの戦いでフランス軍と戦い、勝利している。
これらのオーストリア継承戦争中のゲオルク・アウグストの行動は、ハノーファーの安定のみを考えイギリスの国益を軽視しているとして、イギリスの市民達の不興を買った。
選帝侯領の首都ハノーファーにおいて、ハノーファー枢密院（選帝侯領の政府）は選帝侯が同君連合で治めていた帝国等族（ブレーメン＝フェルデン、ハーデルン、ラウエンブルク、ベントハイム）を統治するために内閣を組織したが、選帝侯は統治したほとんどの期間にイギリスに滞在した。選帝侯との直接的な連絡はロンドンのセント・ジェームズ宮殿にあるドイツ事務局を通して行われた。

### 七年戦争
北米植民地戦争の1つであるフレンチ・インディアン戦争（1754年 - 1763年）の最中、イギリスはフランスによるハノーファー侵攻を憂慮した。ゲオルク・アウグストはプロイセンのフリードリヒ2世と英普同盟を組み、北米での戦争を大陸ヨーロッパの七年戦争と連動させた。
1757年夏、フランスがハノーファーに侵攻、ゲオルク・アウグストの息子カンバーランド公ウィリアム・オーガスタス率いるイギリス・ハノーファー連合軍をハステンベックの戦いで破ってブレーメン＝フェルデンまで追い込み、9月18日のクローステル・ツェーヴェン協定で降伏させた。しかしゲオルク・アウグストは協定を承認せずに戦い続け、プロイセン、ヘッセン＝カッセル方伯領やブラウンシュヴァイク＝ヴォルフェンビュッテル侯領の援軍の助力を借りてフランスの占領軍を追い出した。
1777年にはプファルツとバイエルンのヴィッテルスバッハ家が統合されたことにより、ヴェストファーレン条約の規定に基づいてプファルツ選帝侯の選帝権が消滅した。これによりブラウンシュヴァイク＝リューネブルク選帝侯の序列は8位となり、選帝侯位に付随する宮中職が帝国旗手長から内帑長官へと変更された。
ハノーファーはその後、戦争終結までほとんど戦争の影響を受けなかった。戦後はフランス革命戦争の勃発まで平和が続いた。第一次対仏大同盟（1793年 - 1797年）ではイギリスとハノーファーが参加したが、フランス第一共和政は多くの戦線で戦わなければならず、時には自国領で戦ったため、ハノーファー領への影響はなかった。しかし、ハノーファーでは兵士1万6千が徴兵され、イギリス軍の指揮下で低地諸国の対仏戦闘で戦った。1795年、ハノーファーを含む神聖ローマ帝国は中立を宣言したが、フランスとの平和交渉は1799年に失敗した。プロイセンは1795年のバーゼルの和約で対仏戦争を終結させたが、マイン川より北、ハノーファー、ブレーメン＝フェルデン、ザクセン＝ラウエンブルクを含む神聖ローマ帝国領の中立を保証した。ハノーファーも武装中立の保証のために「境界軍」への兵士の提供を余儀なくされた。

### ナポレオン戦争
第二次対仏大同盟（1799年 - 1802年）において、ナポレオン・ボナパルトはプロイセンにイギリスの大陸ヨーロッパ領を占領するよう促した。1801年、プロイセン軍2万4千はハノーファーに侵攻し、侵攻を全く予想しなかったハノーファーは抵抗せずに降伏した。4月、プロイセン軍はブレーメン＝フェルデンの首都シュターデに到着、10月までそこに留まった。イギリスははじめプロイセンの侵攻を無視したが、プロイセンが親仏の武装中立同盟（当時、デンマーク＝ノルウェーやロシア帝国が加入した）に参加すると、イギリスはプロイセンの船を拿捕し始めた。1801年のコペンハーゲンの海戦の後、同盟は解体し、プロイセンは軍を撤退させた。
1803年2月25日の帝国代表者会議主要決議により、選帝侯はオスナブリュック司教領を獲得した。オスナブリュック司教は1662年以降、2代ごとにハノーファー家出身の人物が就任していた。
イギリスが今度は同盟国を持たずにフランスに宣戦布告する（1803年5月18日）と、フランス軍は5月26日にハノーファーに侵攻した。7月5日のアルトレンブルク協定により、ハノーファーは敗北を認めて軍を解体され、軍馬や弾薬はフランスに引き渡された。ハノーファー枢密院はエルベ川右岸にあるザクセン＝ラウエンブルクに逃亡したが、フランス軍は直後にザクセン＝ラウエンブルクも占領した。
1805年秋、第三次対仏大同盟（1805年 - 1806年）が結成されると、フランスのハノーファー占領軍はオーストリア帝国と戦うためにハノーファーから離れた。イギリス、スウェーデン、ロシアの連合軍はハノーファーを占領するが、12月にフランス第一帝政が（すでに確保していない）ハノーファーをプロイセンに割譲、プロイセンは1806年初にハノーファーを占領した。
1807年のティルジット条約の後、ナポレオンの弟ジェローム・ボナパルトを王とするヴェストファーレン王国が成立した。ヴェストファーレン王国の領土はヘッセン選帝侯領、ブラウンシュヴァイク＝ヴォルフェンビュッテル侯領、プロイセン領を含む。1810年初、ハノーファー本土とブレーメン＝フェルデンはヴェストファーレン王国に併合された（ただしザクセン＝ラウエンブルクは併合されていない）。大陸封鎖令を実施するために、フランス帝国は1810年末に大陸ヨーロッパの北海沿岸をデンマークの隣まで併合した。またブレーメン＝フェルデン、ザクセン＝ラウエンブルクなど船が通れる川近くの領土も併合した。
しかし、ゲオルク3世の政府はフランスによる併合を認めなかった。ゲオルク3世はこの時期を通してフランスと戦争状態にあり、ハノーファー政府はロンドンで政務を継続した。ハノーファー枢密院は独自に外交を続け、（イギリスがプロイセンに宣戦したにもかかわらず）オーストリア帝国とプロイセン王国とのつながりをもっていた。ハノーファー軍は解体されたが、多くの士官と兵士はイギリスに向かい、国王のドイツ人軍団を結成した。この軍団はナポレオン戦争を通して反仏側で戦った唯一のドイツ人軍団である。
フランスの支配は1813年10月にロシア軍が侵攻してきたことで終わった。直後、ライプツィヒでの諸国民の戦いによりナポレオンの衛星国ヴェストファーレン王国、ひいてはライン同盟全体が消滅し、ハノーファー家の統治が復活した。選帝侯領はハノーファー王国になり、1814年のウィーン会議で確認された。

## ハノーファー選帝侯
カール4世の金印勅書の規定により選帝侯領は不可分と定められていた。すなわち、領土の拡張はできるが、領土を分割相続することは禁止されていた。これはブラウンシュヴァイク＝リューネブルクで多くの公国が成立した結果をもたらした分割相続の伝統と相反するものであった。継承は男子長子相続制をとったが、当時ブラウンシュヴァイク＝リューネブルク家が採用したサリカ法に反するルールであったため、この変更は帝国の承認を必要とした。継承法の変更は1692年、皇帝レオポルト1世によって承認された。
神聖ローマ帝国は1806年に解散されたが、ゲオルク3世の政府は解散が最終決定であるとは考えず、1814年まで選帝侯とブラウンシュヴァイク＝リューネブルク公を称した。
| 肖像画 | 名前                                 | 在位            | 注 |
| ------ | ------------------------------------ | --------------- | --- |
|        | エルンスト・アウグスト               | 1692年 - 1698年 | 1692年、皇帝レオポルト1世に9番目の選帝侯に指名されるものの、帝国議会の承認を得る前に死去。 |
|        | ゲオルク・ルートヴィヒ               | 1698年- 1727年  | 1708年に帝国議会から正式に選帝侯として認められる。1714年、グレートブリテン王およびアイルランド王に即位。1719年、ブレーメン＝フェルデンを獲得。 |
|        | ゲオルク・アウグスト                 | 1727年 - 1760年 | 1731年、ラント・ハーデルンを獲得。 |
|        | ゲオルク・ヴィルヘルム・フリードリヒ | 1760年 - 1806年 | 1801年、連合王国の国王に即位。1803年、オスナブリュック司教領を獲得。ナポレオン戦争での占領や併合によりハノーファーの統治権を1801年初に失い、4月に奪回、1803年5月に失い、1805年秋に奪回、1806年初に失い、1813年10月に奪回。1806年、神聖ローマ帝国の消滅により選帝侯位を失ったが、ゲオルク3世は消滅を認めず、ハノーファー王に即位する1814年まで選帝侯を称した。ハノーファー王位は1814年から1815年のウィーン会議で承認された。 |